# 阿恩迪帕蒂贾卡姆帕蒂
阿恩迪帕蒂贾卡姆帕蒂（Andipatti Jakkampatti），是印度泰米尔纳德邦Theni县的一个城镇。总人口22992（2001年）。

## 人口
该地2001年总人口22992人，其中男性11652人，女性11340人；0—6岁人口2560人，其中男1337人，女1223人；识字率74.00%，其中男性为81.96%，女性为65.83%。